# تيرينس ماليك
تيرينس ماليك (بالإنجليزية: Terrence Malick) مواليد 30 نوفمبر 1943 في أوتاوا، الولايات المتحدة، هو مخرج وكاتب سيناريو ومنتج أمريكي بدأ مسيرته الفنية عام 1969.

## الأعمال
- 1978: أيام الجنة
- 1998: الخط الأحمر الرفيع
- 2005: العالم الجديد
- 2011: شجرة الحياة
- 2014: فارس الكؤوس

## روابط خارجية
- تيرينس ماليك على موقع IMDb (الإنجليزية)
- تيرينس ماليك على موقع الموسوعة البريطانية (الإنجليزية)
- تيرينس ماليك على موقع روتن توميتوز (الإنجليزية)
- تيرينس ماليك على موقع مونزينجر (الألمانية)
- تيرينس ماليك على موقع ألو سيني (الفرنسية)
- تيرينس ماليك على موقع تيرنر كلاسيك موفيز (الإنجليزية)
- تيرينس ماليك على موقع أول موفي (الإنجليزية)
- تيرينس ماليك على موقع بوكس أوفيس موجو (الإنجليزية)
- تيرينس ماليك على موقع قاعدة بيانات الأفلام السويدية (السويدية)
- تيرينس ماليك على موقع إن إن دي بي (الإنجليزية)